# Watonwan County
Watonwan County är ett administrativt område i delstaten Minnesota i USA, med 11 211 invånare. Den administrativa huvudorten (county seat) är St. James.

## Politik
Watonwan County är ett så kallat swing distrikt och det brukar vara jämnt mellan republikanerna och demokraterna i valen. Under 2000-talet har dock republikanernas kandidat vunnit countyt i fyra av fem presidentval, alla utom valet 2008. I valet 2016 vann republikanernas kandidat med 55,4 procent av rösterna mot 36,3 för demokraternas kandidat. Detta är den största segern för en kandidat sedan valet 1984 i detta vanligtvis jämna county.

## Geografi
Enligt United States Census Bureau har countyt en total area på 1 139 km². 1 125 km² av den arean är land och 14 km² är vatten. 

### Angränsande countyn
- Brown County - norr
- Blue Earth County - öst
- Martin County - söder
- Jackson County - sydväst
- Cottonwood County - väst

### Städer och samhällen
- Butterfield
- Darfur
- La Salle
- Lewisville
- Madelia
- Odin
- Ormsby (delvis i Martin County)
- St. James (huvudort)